# آرون گیت
آرون گیت (انگلیسی: Aaron Gate؛ زادهٔ ۲۶ نوامبر ۱۹۹۰) دوچرخه‌سوار اهل نیوزیلند است.
از باشگاه‌هایی که در آن بازی کرده‌است می‌توان به آکوا بلو اسپورت اشاره کرد.
وی در مسابقات کشوری و بین‌المللی در مجموع برندهٔ ۱ مدال طلا، ۱ مدال نقره، ۳ مدال برنز شده‌است.